# Германен

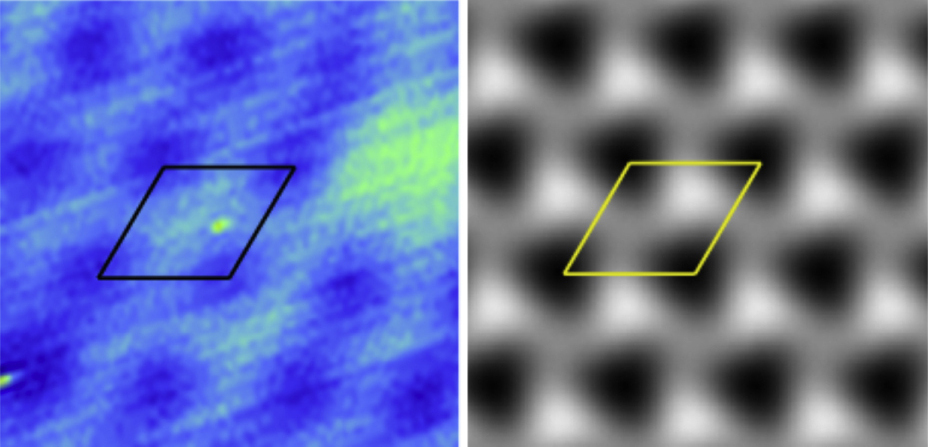
Экспериментальное (слева) и смоделированное (справа) СТМ изображения германена на золоте

Германе́н — материал, состоящий из одного слоя атомов германия, чья двумерная кристаллическая структура аналогична графену.

## История получения
Структура германена обсуждалась с середины 1990-х годов, и её устойчивость (одновременно с силиценом) была предсказана в теоретической работе 2009 года, согласно которой германен представляет собой двумерные изогнутые слои. Также было показано, что носители заряда в германене описываются уравнением Дирака для безмассовых фермионов: закон дисперсии вблизи дираковских точек линеен и ширина запрещённой зоны равна нулю (германен — полуметалл). В 2013 году был получен германан, представляющий собой гидрогенизированный германен (назван аналогично графану, являющемуся гидрогенизированным графеном).
Германен впервые получен в 2014 году двумя научными группами: европейской и китайской, работавшими независимо. Процесс его получения схож с процессом получением силицена и графена: для осаждения слоя германия на инертную подложку-основу используется глубокий вакуум и высокая температура. Европейская группа в качестве подложки использовала золото, китайская — платину.

## Структура и свойства
Плёнки германена высокого качества имеют необычные двумерные структуры с новыми электронными свойствами, которые предположительно будут востребованы в полупроводниковой промышленности, научных исследованиях и квантовых компьютерах.
Кристаллическая решётка германена (как и в графене — шестиугольные «пчелиные соты») может быть представлена комбинацией двух взаимопроникающих эквивалентных кристаллических подрешёток Браве с элементарной ячейкой в форме параллелограмма. Такие структурные свойства ответственны за зонную структуру германена. В отличие от графена, двумерные слои германена не сохраняют плоскую форму, а склонны изгибаться, чем он похож на силицен.
С точки зрения зонной теории, важным преимуществом над графеном является существующая возможность создания запрещённой зоны путём приложения электрического поля перпендикулярно поверхности материала, что открывает путь к созданию полевого транзистора, работающего при комнатной температуре. Такой эффект можно объяснить тем, что кристаллическая решётка германена теряет симметрию своих подрешёток, которые под действием электрического поля становятся неэквивалентными. Существуют расчёты, свидетельствующие в пользу возможности наблюдения в германене спинового эффекта Холла. На основе вычислений при помощи теории функционала плотности показано, что германен должен сохранять высокую структурную стабильность при создании в нём механических напряжений. Функционализированный германен является кандидатом в топологические изоляторы.

## Возможные применения
Полевой транзистор из германена может найти широкое применение в электронике. Существуют исследования, свидетельствующие в пользу возможности применения германена в производстве натрий-ионных аккумуляторов. Терминированные водородом наноленты, изготовленные из германена, являются перспективным материалом для спинтроники.